# Église Saint-Denis-du-Pas
L'église Saint-Denis-du-Pas est un lieu de culte catholique de Paris dédié à saint Denis, détruit au début du XIXe siècle. Cette église était située juste derrière le chevet de la cathédrale Notre-Dame de Paris, à l'emplacement actuel du square Jean-XXIII.
Elle constituait la cinquième station du pèlerinage de Saint-Denis, un chemin de pèlerinage allant de Paris à la basilique Saint-Denis.

## Historique
Elle aurait été construite sur l'emplacement présumé du premier supplice de saint Denis. Son nom, qui signifierait « le passage » peut-être en raison de l'étroit passage qui la séparait de Notre-Dame, permet de la distinguer de Saint-Denis-de-la-Chartre, autre église située sur l'île de la Cité.
Elle existait probablement avant le XIIe siècle et est mentionnée dès 1148. Le pape Luce III lui confère en 1182 la qualité d'église. Cinq prébendes y sont fondées à partir de 1164, qui sont divisées par la suite entre dix chanoines (cinq prêtres, trois diacres et deux sous-diacres). Leur collation, soustraite par un indult de la grâce expectative, appartenait au chapitre de Notre-Dame.
Lors de la suppression de l'église Saint-Jean-le-Rond en 1748, elle en recueille la cure et le chapitre de celle-ci. Elle prend alors le nom de Saint-Denis et Saint-Jean-Baptiste, et devient ainsi l'église paroissiale des laïcs logés dans le cloître Notre-Dame.
En 1790, l'église Saint-Denis et Saint-Jean-Baptiste est le siège de l'une des 52 paroisses urbaines du diocèse de Paris. Ses curés, alternativement chaque année Nicolas-Remi Blondeau depuis 1772 et François Froment, depuis 1780, diffèrent d'attitude devant le serment constitutionnel. L'abbé Froment refuse de prêter le serment, l'abbé Blondeau prête serment.
En février 1791, par une suite de décrets de l'Assemblée Constituante pris sur une proposition de la mairie de Paris, l'église Saint-Denis et Saint-Jean-Baptiste, comme les neuf autres églises de l'ile de la Cité, perd son statut de siège de paroisse au bénéfice de la Cathédrale Notre-Dame de Paris.
Elle est de ce fait désaffectée fin 1791 et démolie en 1813.

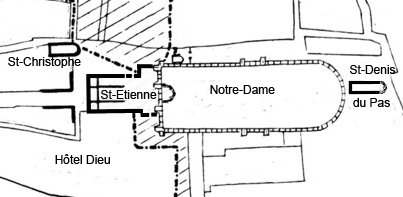
Emplacement de l'église Saint-Denis-du-Pas.
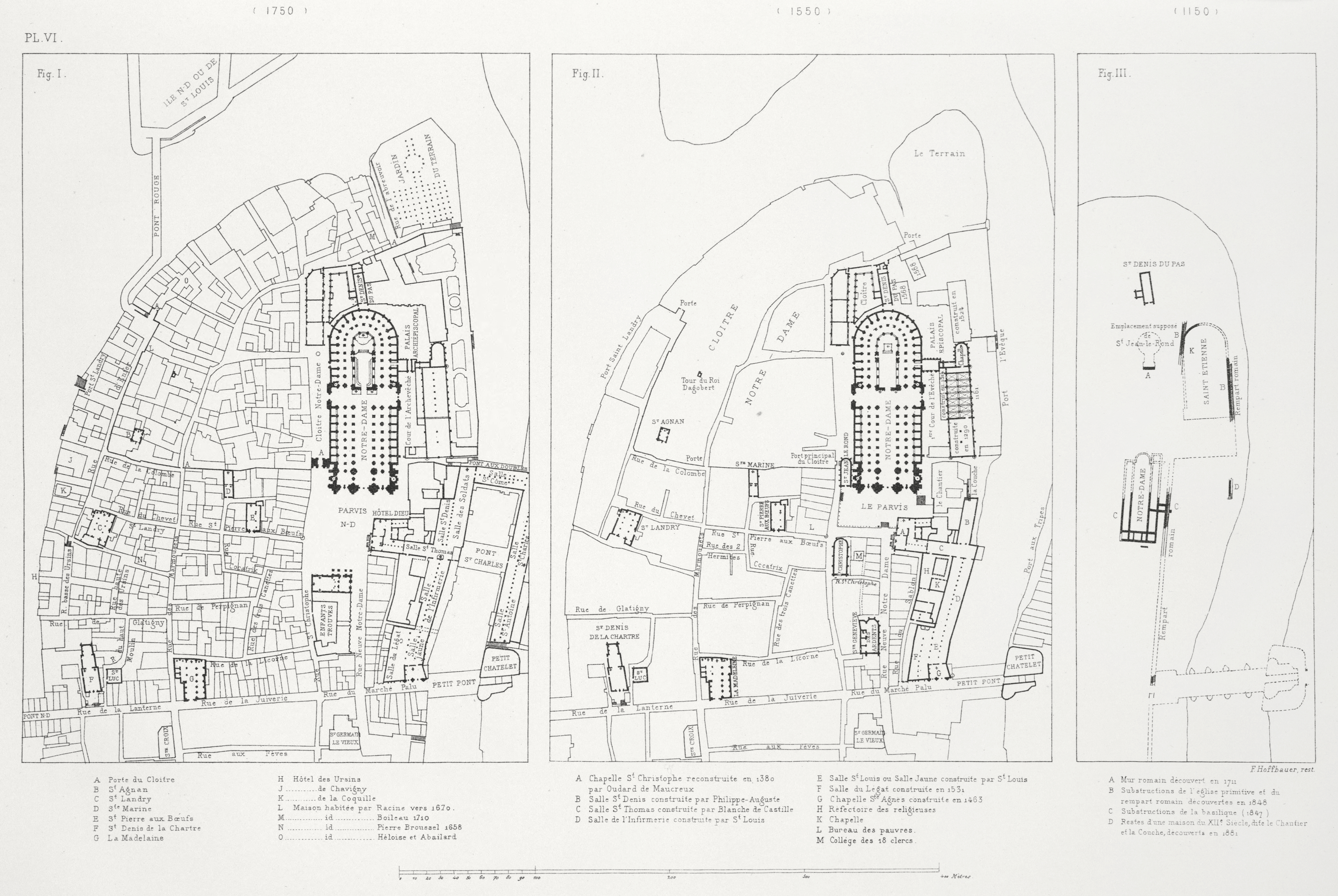
L'église Saint-Denis-du-Pas au sein du quartier Notre-Dame
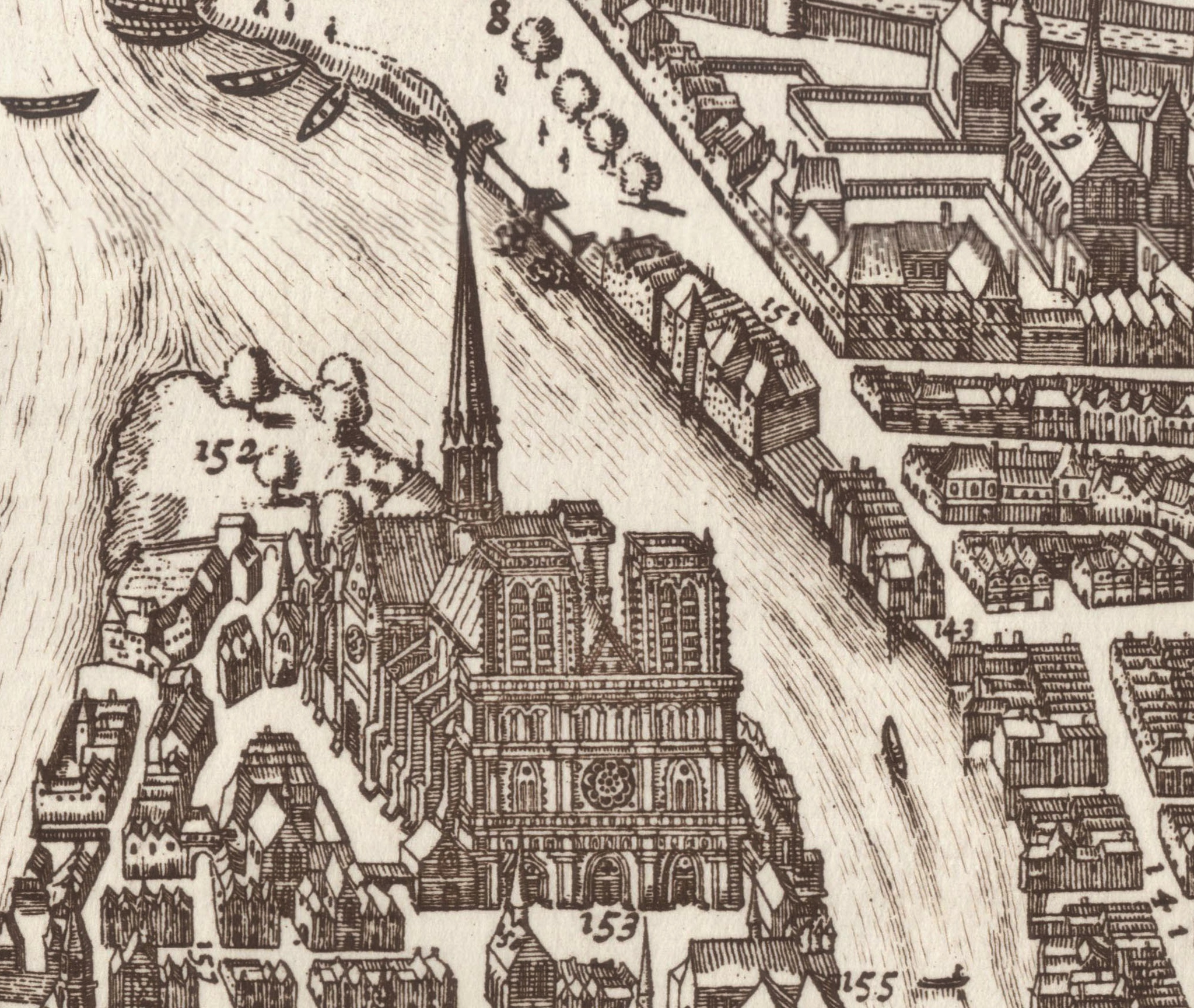
L'église Saint-Denis-du-Pas, derrière la cathédrale, sur le plan de Claes Jansz Visscher (1618)